# Ben Crenshaw
Ben Daniel Crenshaw (11 de janeiro de 1952) é um jogador profissional de golfe dos Estados Unidos aposentado. Crenshaw foi duas vezes campeão do Masters de Golfe, uma em 1984 e outro em 1995.

## Títulos

### Torneios Major´s (2)
| Ano  | Campeonato       | Resultados            | Margem    | Vice-campeão   |
| ---- | ---------------- | --------------------- | --------- | -------------- |
| 1984 | Masters de Golfe | –11 (67-72-70-68=277) | 2 tacadas | Tom Watson     |
| 1995 | Masters de Golfe | –14 (70-67-69-68=274) | 1 tacada  | Davis Love III |